# London College of Fashion
El London College of Fashion es un centro universitario que forma parte de la Universidad de las Artes de Londres. Ofrece cursos de pregrado, postgrado, cursos cortos, cursos de estudio en el extranjero y capacitación en negocios de moda, maquillaje, belleza y estilo. Es la única universidad de Reino Unido especializada en la enseñanza, la investigación y consultoría de la moda. Su patrocinadora es Sofía, condesa de Wessex. Su actual director es Frances Corner.

## Historia
Los orígenes del London College of Fashion se encuentran en tres escuelas londinenses de Comercio para mujeres: la Escuela de Niñas del Instituto Técnico Shoreditch, fundada en 1906; Barrett Street Trade School, fundada en 1915; y Clapham Trade School, fundada en 1927. Fueron creadas por la Junta local de Educación del Condado de Londres para capacitar a mano de obra cualificada para los oficios de confección, sombrerería, bordado, sastrería femenina y peluquería; más tarde, se agregaron los oficios de peletería y sastrería masculina. Los graduados de las escuelas encontraron trabajo en las fábricas de prendas de vestir del East End, o en la costura especializada y las tiendas de moda del West End de Londres.
Tras la Segunda Guerra Mundial, se fijó la edad mínima para asistir a la escuela en 15 años. Por consiguiente, los cursos de nivel previo fueron desechados. Barrett Street Trade School se convirtió en Barrett Street Technical College, y las escuelas de Shoreditch y Clapham se fusionaron para formar Shoreditch College con vistas a atender las industrias de prendas de vestir. Ambas escuelas tenían el estatus de colegios técnicos y comenzaron a aceptar también estudiantes varones. En 1967, los dos centros se fusionaron para formar el London College for the Garment Trades, que fue rebautizado en 1974 como London College of Fashion.
En 1986, el London College of Fashion pasó a formar parte del London Institute, creado por el Inner London Education Authority para reunir a siete escuelas de arte, diseño, moda y medios de comunicación de Londres. El Instituto de Londres se convirtió en una entidad legal en 1988, pudo otorgar títulos académicos desde 1993, se le otorgó el estatus universitario en 2003 y pasó a llamarse Universidad de las Artes de Londres en 2004.
En agosto de 2000, Cordwainers College, una escuela especializada en artesanía en piel, zapatería y cuero, se fusionó con el London College of Fashion. Fue fundada en Bethnal Green en 1887 como la Leather Trade School. El nombre fue cambiado a la Escuela Técnica Cordwainers aproximadamente en 1914, y luego a Cordwainers College en 1991.

## Campus

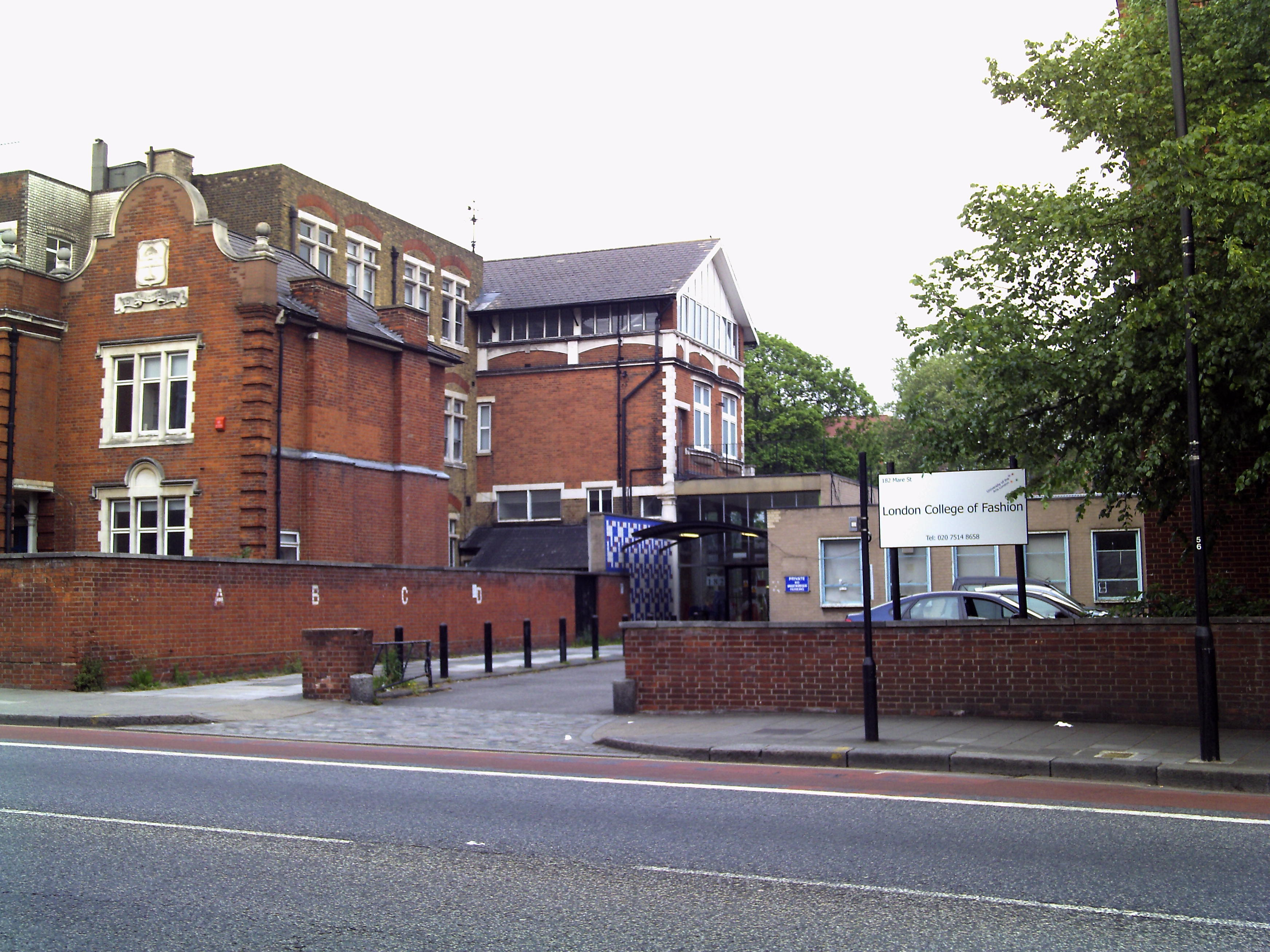
Campus de calle de la yegua, entrada principal

El edificio principal de la universidad está en la calle John Prince, justo al norte de Oxford Street. Otros campus están en Lime Grove, en el oeste de Londres, y en el este de Londres, la calle Mare, que antes era sede de la escuela Lady Eleanor Holles antes de mudarse a Hampton, Curtain road (Old street) y Golden lane (Old street).

## Centros de la UAL
El London College of Fashion es un centro perteneciente a la Universidad de las Artes de Londres (UAL). La UAL se divide en seis centros: Camberwell College of Arts; Central Saint Martins; Chelsea College of Arts; London College of Communication, London College of Fashion y Wimbledon College of Arts.

## Alumnos destacados
- Ioana Ciolacu, diseñador de moda.[9]
- Anushka Khanna, diseñador de moda.[10]
- Jimmy Choo, diseñador de moda.[11]
- Rosenthal Tee, diseñador de moda.[12]
- Driss Jettou, político marroquí.
- William Tempest, diseñador de moda.[11]
- Jonathan Anderson, diseñador de moda.
- Palomo Spain, diseñador de moda.